# Les Cinq Salopards
 (février 2012).
Si vous disposez d'ouvrages ou d'articles de référence ou si vous connaissez des sites web de qualité traitant du thème abordé ici, merci de compléter l'article en donnant les références utiles à sa vérifiabilité et en les liant à la section « Notes et références ».
Ne doit pas être confondu avec Les Huit Salopards ou Les Douze Salopards.
Les Cinq Salopards est la trente-troisième histoire de la série Les Tuniques bleues de Lambil et Raoul Cauvin. Elle est publiée pour la première fois du no 2357 au no 2368 du journal Spirou, puis en album en 1984. 

## Résumé
Le général Alexander est lassé. L'éternelle bataille contre les Confédérés décime ses troupes sans aucune avancée stratégique notable. Tandis que l'état-major attend de nouvelles troupes, Alexander charge les rescapés du régiment de Stark de trouver de nouveaux cavaliers pour renflouer son régiment. Blutch et Chesterfield sont nommés pour trouver de nouveaux cavaliers, mais multiplient les échecs, soit par manque de chance, soit à cause de Blutch, qui refuse d'envoyer de jeunes gens en pleine guerre, et multiplie donc les techniques pour nuire les stratégies efficaces de Chesterfield. Désespéré, ce dernier finit par trouver de nouvelles recrues potentielles : les prisonniers condamnés à mort du pénitencier de Greenbush.
Cinq prisonniers sont recrutés : un révérend fanatique, un mangeur de chevaux, un Chinois casseur de pierres, et deux frères psychotiques. Fier de lui, Chesterfield retourne vers le campement, mais réalisera bien vite qu'il est dangereux de faire appel à des gens ne respectant rien. Une utilité sera finalement trouvée à ces dangereux criminels en les envoyant derrière les lignes ennemies.

## Personnages
- Sergent Chesterfield
- Caporal Blutch
- Général Alexander